# Orvilleus
Orvilleus Chickering, 1946 è un genere di ragni appartenente alla famiglia Salticidae.

## Distribuzione
L'unica specie oggi nota di questo genere è stata rinvenuta a Panama

## Tassonomia
A dicembre 2010, si compone di una specie:
- Orvilleus crassus Chickering, 1946[2] — Panama